# Гродзиськ-Велькопольський (гміна)
Гміна Гродзиськ-Велькопольський (пол. Gmina Grodzisk Wielkopolski) — місько-сільська гміна у північно-західній Польщі. Належить до Гродзиського повіту Великопольського воєводства.
Станом на 31 грудня 2011 у гміні проживало 19296 осіб.

## Територія
Згідно з даними за 2007 рік площа гміни становила 134.49 км², у тому числі:
- орні землі: 59.00 %
- ліси: 31.00 %

Таким чином, площа гміни становить 20.89 % площі повіту.

## Населення
Станом на 31 грудня 2011:
| Опис     | Загалом | Загалом | Чоловіки | Чоловіки | Жінки | Жінки |
| -------- | ------- | ------- | -------- | -------- | ----- | ----- |
| одиниця  | осіб    | %       | осіб     | %        | осіб  | %     |
| все      | 19296   | 100     | 9531     | 49.39    | 9765  | 50.61 |
| міське   | 14175   | 100     | 6940     | 48.96    | 7235  | 51.04 |
| сільське | 5121    | 100     | 2591     | 50.60    | 2530  | 49.40 |

## Сусідні гміни
Гміна Гродзиськ-Велькопольський межує з такими гмінами: Граново, Каменець, Новий Томишль, Опалениця, Раконевице.